# May-en-Multien
May-en-Multien – miejscowość i gmina we Francji, w regionie Île-de-France, w departamencie Sekwana i Marna.
Według danych na rok 1990 gminę zamieszkiwały 692 osoby, a gęstość zaludnienia wynosiła 36 osób/km² (wśród 1287 gmin regionu Île-de-France May-en-Multien plasuje się na 725. miejscu pod względem liczby ludności, natomiast pod względem powierzchni na miejscu 89.).